# Granja de Moreruela
Granja de Moreruela – gmina w Hiszpanii, w prowincji Zamora, w Kastylii i León, o powierzchni 41,27 km². W 2011 roku gmina liczyła 302 mieszkańców.